# 阿莱格雷蒂 (波塔莱格雷)
阿莱格雷蒂 (波塔莱格雷)是葡萄牙波塔莱格雷区的一个堂区。总面积87.38平方公里，总人口2055人，人口密度23.5人/平方公里。